# Tourdion
Il tourdion è un ballo rapido in coppia, leggermente saltato, ed è uno degli elementi della basse danse. Alla moda in Francia all'inizio del XVI secolo, il tourdion sparisce prima della fine del medesimo secolo.
Thoinot Arbeau descrive completamente e per la prima volta il modo di ballare il tourdion nella sua Orchesographie, pubblicata nel 1589.
Popularizzato  da Pierre Attaingnant in una raccolta pubblicata nel 1530, un altro tourdion è diventato famoso nel XX secolo come canzone conviviale, con un testo aggiunto da César Geoffray nel 1949 ed elaborato sulla base di canzoni da bevute del XVI secolo.

## Melodia e testo
Melodia pubblicata nel 1530, con il testo del 1949 aggiunto sotto.
Quand je bois du vin clairet

Ami tout tourne, tourne, tourne, tourne

Aussi désormais je bois

Anjou ou Arbois

Chantons et buvons, à ce flacon faisons la guerre

Chantons et buvons, les amis, buvons donc!